# هيلج بوستروم
هيلج بوستروم هو لاعب هوكي جليد كندي، ولد في 9 يناير 1894 في وينيبيغ في كندا، وتوفي في 23 يناير 1977.

## وصلات خارجية
- هيلج بوستروم على موقع دوري الهوكي الوطني (الإنجليزية)
- هيلج بوستروم على موقع قاعة مشاهير الهوكي (لاعب أن.إتش.أل) (الإنجليزية)
- هيلج بوستروم على موقع EliteProspects.com (الإنجليزية)
- هيلج بوستروم على موقع HockeyDB.com (الإنجليزية)
- هيلج بوستروم على موقع Hockey-Reference.com (الإنجليزية)